# Denis Odoi
Denis Odoi (Leuven, 27 mei 1988) is een Belgisch-Ghanees profvoetballer die doorgaans als rechtsachter speelt. Sinds 1 juli 2024 staat hij onder contract bij Royal Antwerp. In 2022 maakte hij zijn debuut bij het Ghanees voetbalelftal. Odoi heeft ook één interland bij het Belgisch voetbalelftal op zijn naam.

## Clubcarrière

### Jeugd
Odois moeder is een Belgische, zijn vader is afkomstig van Ghana. Op jonge leeftijd sloot Odoi zich aan bij de jeugd van Stade Leuven, waar hij in 1998 samen met Dries Mertens de overstap maakte naar RSC Anderlecht. Nadien belandde hij bij de jeugd van KRC Genk, waar hij leeftijdsgenoot Steven Defour leerde kennen. Sindsdien zijn de twee goede vrienden. Na een seizoen keerde Odoi terug naar zijn eerste club, die ondertussen Oud-Heverlee Leuven heette en in Tweede Klasse speelde.

### Oud-Heverlee Leuven
Bij OHL maakte de rechtsachter tijdens het seizoen 2006/07 zijn debuut in het eerste elftal. Het was trainer Guido Brepoels die hem in de A-kern opnam. Na het vertrek van Brepoels groeide Odoi uit tot een basisspeler bij OHL. In 2008 werd de club derde in Tweede Klasse, maar in de eindronde werd het pas vierde.

### Sint-Truidense VV
In 2009 werd Sint-Truidense VV onder leiding van Brepoels kampioen in Tweede Klasse. De gewezen trainer van Odoi haalde de rechtsachter in de zomer van dat jaar naar Sint-Truiden. Ook in Eerste Klasse kon Odoi zich goed handhaven. Hij werd bij Sint-Truiden al gauw een vaste waarde op de positie van rechtsachter. Tijdens het seizoen 2009/10 ontpopte STVV zich tot een subtopper in Eerste Klasse. In de zomer van 2010 kon Odoi rekenen op de aandacht van Club Brugge en FC Groningen.

### RSC Anderlecht
In december 2010 toonden zowel zijn ex-club Anderlecht als Standard Luik interesse in een eventuele transfer van Odoi. De speler liet zelf verstaan niet naar Standard te willen gaan. In april 2011 tekende Odoi een contract voor vier jaar bij Anderlecht, ondanks een overeenkomst tussen STVV en Standard.
Op vrijdag 29 juli 2011 debuteerde hij in de eerste wedstrijd van het seizoen 2011/12 voor RSC Anderlecht op het veld van zijn ex-club Oud-Heverlee Leuven. Hij had zich zijn debuut waarschijnlijk anders voorgesteld want na 33 minuten werd hij van het veld gestuurd met een rode kaart na een tackle met gestrekt been op Emmerik De Vriese. Voor deze tackle werd hij geschorst voor drie speeldagen.
Odoi kreeg het nadien moeilijk om zich terug in het team te werken. Hij moest zich tevreden stellen met een rol als invaller, want zowel trainer Ariël Jacobs als diens opvolger John van den Brom gaf op de positie van rechtsachter de voorkeur aan Guillaume Gillet. Desondanks won Odoi twee keer op rij de landstitel met Anderlecht.

### KSC Lokeren
In juni 2013 tekende Odoi een vierjarig contract bij KSC Lokeren. De rechtsachter had eerder al aangegeven dat hij graag wilde samenwerken met coach Peter Maes. Ook onder de leiding van Georges Leekens bleef Odoi een vaste waarde.

### Fulham
Hij tekende in juli 2016 een contract bij Fulham, dat hem voor een niet bekendgemaakt bedrag overnam van KSC Lokeren. In 2018 en 2020 werd hij met de club kampioen in de Championship. Het jaar daarop degradeerden ze telkens weer uit de Premier League.

### Club Brugge
Eind januari 2022 tekende Odoi in de wintermercato op de valreep een contract bij Club Brugge tot medio 2024. Trainer Alfred Schreuder gaf hem een plaats als verdedigende middenvelder in het team. Op 27 februari maakte hij zijn eerste goal voor Club Brugge in de met 4-1 gewonnen wedstrijd tegen Antwerp. De verdediger werd landskampioen met Club Brugge in 2022 en 2024.

### Royal Antwerp FC
Eind juni 2024 vertrok Odoi transfervrij naar Royal Antwerp waar hij een contract voor twee jaar tekende.

## Clubstatistieken
| Seizoen                                | Club                | Competitie      | Competitie¹ | Competitie¹ | Beker² | Beker² | Supercup | Supercup | Europees | Europees | Totaal | Totaal |
|                                        |                     |                 | Wed.        | Dlp.        | Wed.   | Dlp.   | Wed.     | Dlp.     | Wed.     | Dlp.     | Wed.   | Dlp.   |
| -------------------------------------- | ------------------- | --------------- | ----------- | ----------- | ------ | ------ | -------- | -------- | -------- | -------- | ------ | ------ |
| 2006/07                                | Oud-Heverlee Leuven | Tweede klasse   | 4           | 0           | 0      | 0      | —        | —        | —        | —        | 4      | 0      |
| 2007/08                                | Oud-Heverlee Leuven | Tweede klasse   | 26          | 0           | 4      | 0      | —        | —        | —        | —        | 30     | 0      |
| 2008/09                                | Oud-Heverlee Leuven | Tweede klasse   | 33          | 3           | 3      | 0      | —        | —        | —        | —        | 36     | 3      |
| Club totaal                            | Club totaal         | Club totaal     | 63          | 3           | 7      | 0      | —        | —        | —        | —        | 70     | 3      |
| 2009/10                                | Sint-Truidense VV   | Eerste klasse   | 37          | 1           | 2      | 0      | —        | —        | —        | —        | 39     | 1      |
| 2010/11                                | Sint-Truidense VV   | Eerste klasse   | 33          | 1           | 1      | 0      | —        | —        | —        | —        | 34     | 1      |
| Club totaal                            | Club totaal         | Club totaal     | 70          | 2           | 3      | 0      | —        | —        | —        | —        | 73     | 2      |
| 2011/12                                | RSC Anderlecht      | Eerste klasse   | 19          | 0           | 2      | 0      | —        | —        | 5        | 0        | 26     | 0      |
| 2012/13                                | RSC Anderlecht      | Eerste klasse   | 14          | 0           | 2      | 0      | 0        | 0        | 4        | 0        | 20     | 0      |
| Club totaal                            | Club totaal         | Club totaal     | 33          | 0           | 4      | 0      | 0        | 0        | 9        | 0        | 46     | 0      |
| 2013/14                                | KSC Lokeren         | Eerste klasse   | 37          | 1           | 7      | 0      | —        | —        | —        | —        | 44     | 1      |
| 2014/15                                | KSC Lokeren         | Eerste klasse   | 37          | 0           | 4      | 0      | 1        | 0        | 6        | 0        | 48     | 0      |
| 2015/16                                | KSC Lokeren         | Eerste klasse   | 35          | 1           | 2      | 0      | —        | —        | —        | —        | 37     | 1      |
| Club totaal                            | Club totaal         | Club totaal     | 109         | 2           | 13     | 0      | 1        | 0        | 6        | 0        | 129    | 2      |
| 2016/17                                | Fulham              | Championship    | 30          | 2           | 3      | 0      | —        | —        | —        | —        | 33     | 2      |
| 2017/18                                | Fulham              | Championship    | 34          | 1           | 2      | 1      | —        | —        | —        | —        | 36     | 2      |
| 2018/19                                | Fulham              | Premier League  | 31          | 0           | 3      | 1      | —        | —        | —        | —        | 34     | 1      |
| 2019/20                                | Fulham              | Championship    | 37          | 0           | 2      | 0      | —        | —        | —        | —        | 39     | 0      |
| 2020/21                                | Fulham              | Premier League  | 3           | 0           | 5      | 0      | —        | —        | —        | —        | 8      | 0      |
| 2021/22                                | Fulham              | Championship    | 18          | 1           | 2      | 0      | —        | —        | —        | —        | 20     | 0      |
| Club totaal                            | Club totaal         | Club totaal     | 150         | 4           | 14     | 2      | —        | —        | —        | —        | 164    | 6      |
| 2021/22                                | Club Brugge         | Eerste klasse A | 0           | 0           | 0      | 0      | 0        | 0        | 0        | 0        | 0      | 0      |
| Club totaal                            | Club totaal         | Club totaal     | 0           | 0           | 0      | 0      | 0        | 0        | 0        | 0        | 0      | 0      |
| Totaal                                 | Totaal              | Totaal          | 425         | 11          | 41     | 2      | 1        | 0        | 15       | 0        | 482    | 13     |
| Bijgewerkt tot en met 29 januari 2022. |                     |                 |             |             |        |        |          |          |          |          |        |        |

¹ Reguliere competitie + play-offs en/of eindronde
² In Engeland: FA Cup + League Cup

## Interlandcarrière
Op 25 augustus 2011 werd hij voor het eerst opgeroepen voor de Rode Duivels door bondscoach Georges Leekens voor de duels tegen Azerbeidzjan en de Verenigde Staten. Na het opstappen van Leekens werd hij ook geselecteerd door diens opvolger Marc Wilmots. Odoi maakte op 25 mei 2012 zijn debuut, in een vriendschappelijke wedstrijd tegen Montenegro. Het bleef bij die ene wedstrijd in zijn interlandcarrière bij België.
Eind maart 2022 werd Odoi op 33-jarige leeftijd opgeroepen door bondscoach Otto Addo voor het Ghanees voetbalelftal dat twee barragewedstrijden moest spelen tegen Nigeria voor een WK-ticket in Qatar de daaropvolgende winter. Odoi speelde de beide wedstrijden als rechtsachter en wist zich met Ghana voor het WK 2022 te plaatsen.

## Interlands
| Interlands van Denis Odoi voor België | Interlands van Denis Odoi voor België | Interlands van Denis Odoi voor België | Interlands van Denis Odoi voor België | Interlands van Denis Odoi voor België | Interlands van Denis Odoi voor België |
| No.                                   | Datum                                 | Wedstrijd                             | Uitslag                               | Soort Wedstrijd                       | Doelpunten                            |
| Als speler bij RSC Anderlecht         | Als speler bij RSC Anderlecht         | Als speler bij RSC Anderlecht         | Als speler bij RSC Anderlecht         | Als speler bij RSC Anderlecht         | Als speler bij RSC Anderlecht         |
| ------------------------------------- | ------------------------------------- | ------------------------------------- | ------------------------------------- | ------------------------------------- | ------------------------------------- |
| 1.                                    | 25 mei 2012                           | België - Montenegro                   | 0 – 2                                 | Vriendschappelijk                     | -                                     |
| Totaal                                | Totaal                                | Totaal                                | Totaal                                | Totaal                                | 0                                     |

Bijgewerkt t/m 25 mei 2012
| Interlands van Denis Odoi voor Ghana | Interlands van Denis Odoi voor Ghana | Interlands van Denis Odoi voor Ghana | Interlands van Denis Odoi voor Ghana | Interlands van Denis Odoi voor Ghana | Interlands van Denis Odoi voor Ghana |
| No.                                  | Datum                                | Wedstrijd                            | Uitslag                              | Soort Wedstrijd                      | Doelpunten                           |
| Als speler bij Club Brugge           | Als speler bij Club Brugge           | Als speler bij Club Brugge           | Als speler bij Club Brugge           | Als speler bij Club Brugge           | Als speler bij Club Brugge           |
| ------------------------------------ | ------------------------------------ | ------------------------------------ | ------------------------------------ | ------------------------------------ | ------------------------------------ |
| 1.                                   | 25 maart 2022                        | Ghana - Nigeria                      | 0 – 0                                | Kwalificatie WK 2022                 | -                                    |
| 2.                                   | 29 maart 2022                        | Nigeria - Ghana                      | 1 – 1                                | Kwalificatie WK 2022                 | -                                    |
| Totaal                               | Totaal                               | Totaal                               | Totaal                               | Totaal                               | 0                                    |

Bijgewerkt t/m 29 maart 2022

## Erelijst
| Competitie            | Aantal         | Jaren                     |
| RSC Anderlecht        | RSC Anderlecht | RSC Anderlecht            |
| --------------------- | -------------- | ------------------------- |
| Belgisch kampioen     | 2x             | 2011/12, 2012/13          |
| Belgische Supercup    | 1x             | 2012                      |
| Sporting Lokeren      |                |                           |
| Beker van België      | 1x             | 2013/14                   |
| Fullham               |                |                           |
| Kampioen Championship | 3x             | 2017/18, 2019/20, 2021/22 |
| Club Brugge           |                |                           |
| Belgisch kampioen     | 2x             | 2021/22, 2023/24          |
| Belgische Supercup    | 1x             | 2022                      |